# Zafer
Zafer ist ein männlicher Vorname und Familienname.

## Bedeutung
Zafer ist ein arabischer Name, der "Sieger" bedeutet. Er wird in den Arabisch sprechenden Ländern, der Türkei, den Balkanländern und vielen Ländern, die mit der islamischen Kultur in Berührung gekommen sind, verwendet.

## Varianten
- Zafar
- Zâfir
- Muzaffar
- Muzaffer

## Namensträger

### Vorname
- Zafer Biryol (* 1976), türkischer Fußballspieler
- Zafer Çevik (* 1984), türkischer Fußballspieler
- Zafer Demir (* 1977), türkischer Fußballspieler
- Zafer Demiray (* 1976), türkischer Fußballspieler
- Zafer Dinçer (* 1956), türkischer Fußballspieler und -trainer
- Zafer Özden (* 1985), türkischer Fußballspieler
- Zafer Özgültekin (* 1975), türkischer Fußballtorhüter
- Zafer Şenocak (* 1961), türkisch-deutscher Schriftsteller
- Zafer Yelen (* 1986), türkischer Fußballspieler

### Zwischenname
- Emre Zafer Barnes (* 1988), türkischer Sprinter jamaikanischer Herkunft
- Mehmet Zafer Çağlayan (* 1957), türkischer Ingenieur, Industrieller und Politiker

### Familienname
- Casper Zafer (* 1974), britischer Schauspieler
- David Zafer (1934–2019), kanadischer Geiger, Dirigent und Musikpädagoge englischer Herkunft
- Haydar Zafer (1927–1994), türkischer Ringer
- Nurettin Zafer (1920–1992), türkischer Ringer
- Rahim Zafer (* 1971), türkischer Fußballspieler und -trainer
- Yılmaz Zafer (1956–1995), türkischer Schauspieler

## Weiteres
- Zafer Anıtı, Siegesdenkmal in Ankara
- Markenname des ehemaligen türkischen Automobilherstellers Türk Otomotiv Endüstrileri